# Ben McAdams
Benjamin Michael McAdams, dit Ben McAdams, né le 5 décembre 1974 à  West Bountiful (Utah), est un homme politique américain. Membre du Parti démocrate, il est élu pour l'Utah à la Chambre des représentants des États-Unis de 2019 à 2021.

## Biographie

### Famille et études
McAdams est diplômé en ingénierie électrique de l'université de l'Utah avant de se réorienter et d'obtenir un diplôme de science politique de la Columbia Law School. À la fin de ses études, il épouse Julie, rencontrée au lycée et également étudiante à Columbia. Ils ont ensemble quatre enfants.

### Carrière politique
Il travaille deux ans pour le maire du comté de Salt Lake avant d'être élu au Sénat de l'Utah en 2010 dans le district no 2. Il est alors réputé pour son travail bipartisan. En 2012, il est élu maire du comté avec 55 % des voix face au républicain Mark Crockett. Il est réélu pour un second mandat.
Lors des élections de 2018, il se présente à la Chambre des représentants des États-Unis face à la républicaine sortante Mia Love dans le 4e district de l'Utah, une circonscription de la banlieue sud de Salt Lake City. Il mène une campagne centriste et se retrouve au coude-à-coude avec Love, dans un district favorable aux républicains (bien qu'ayant eu un député démocrate jusqu'en 2014). McAdams est déclaré vainqueur deux semaines après l'élection du 6 novembre. Il devance Love de 694 voix sur près de 270 000, réunissant 50,13 % des suffrages.
Le 19 mars 2020, il est diagnostiqué atteint de la maladie à coronavirus 2019.